# Chiesa di San Martino (Arco, Italia)
La chiesa di San Martino è la parrocchiale patronale a San Martino, frazione di Arco nel Basso Sarca in Trentino. Appartiene all'ex-decanato di Arco e risale ad epoca incerta, forse antecedente all'VIII secolo.

## Storia

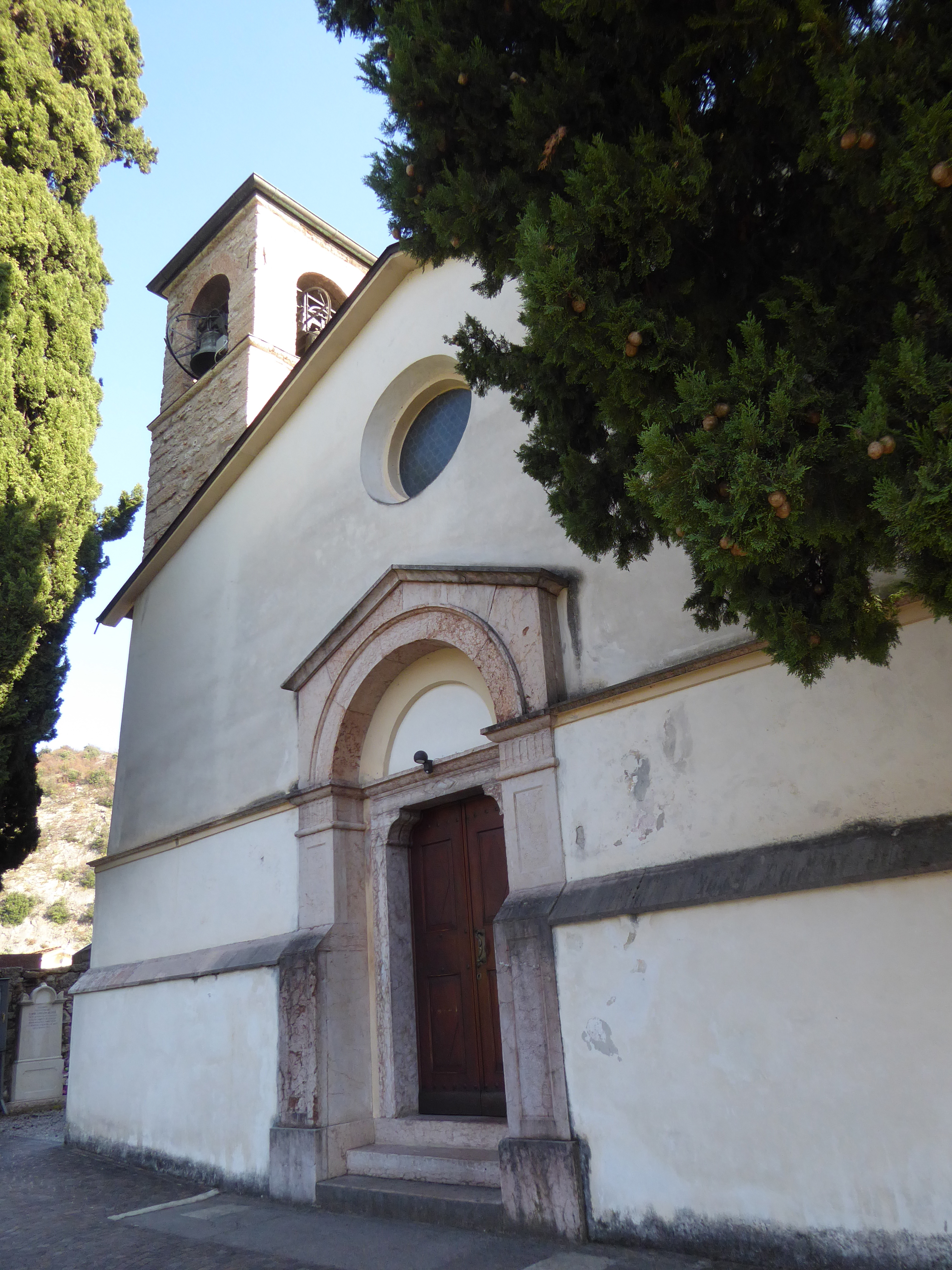
Facciata con torre campanaria

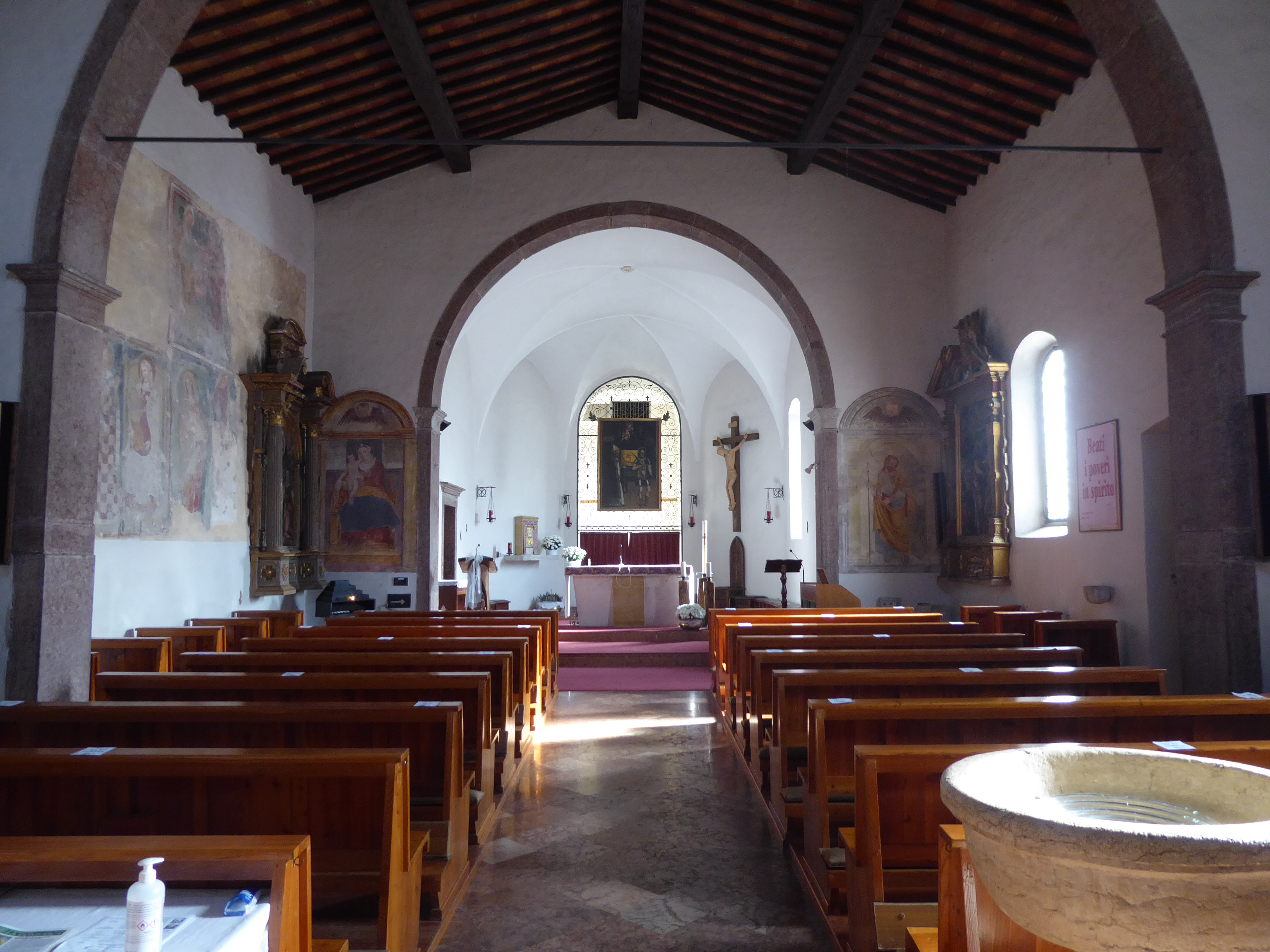
Interno della navata

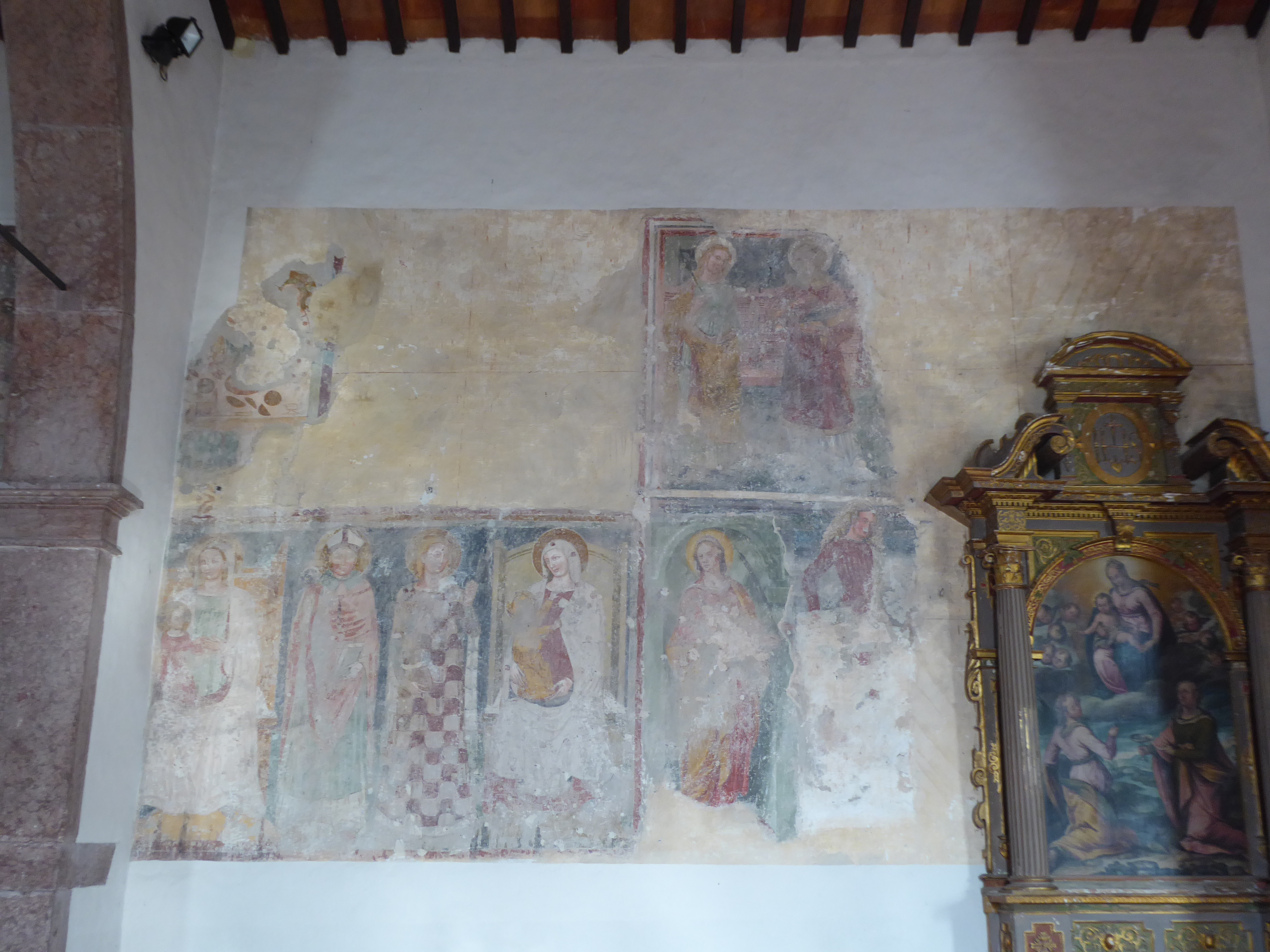
Affresco raffigurante Madonna in trono con Bambino e santi

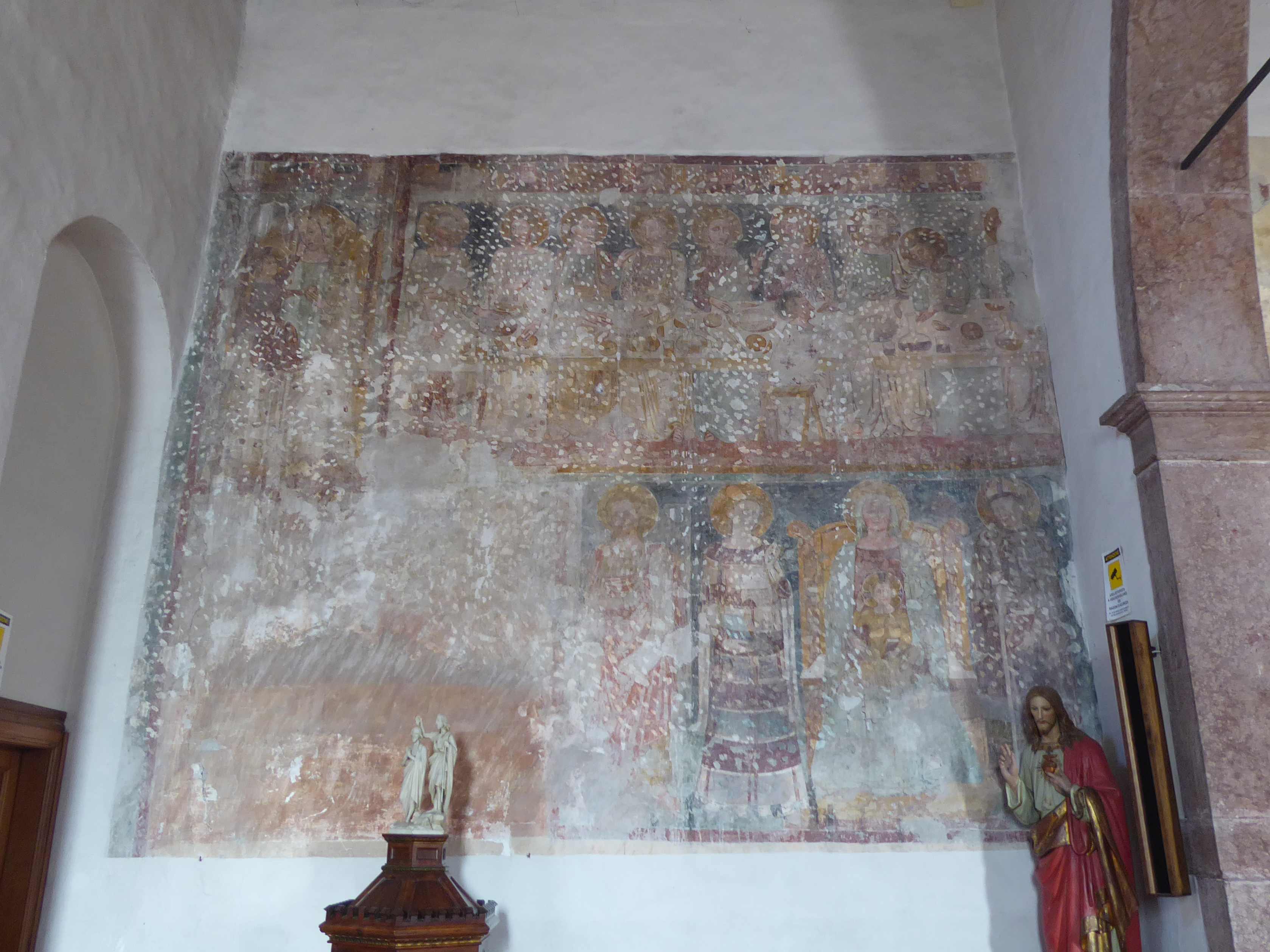
Affresco raffigurante lUltima Cena

Una leggenda vuole che la chiesa di San Martino sia stata fondata sul sito di un precedente tempio pagano di epoca romana innalzato alla dea Diana esistente già nel III secolo. Localmente l'area a settentrione della chiesa viene indicata come "al pè del cervo", a sostegno di tale ipotesi, inoltre recenti ricerche archeologiche hanno portato alla luce, in zona, alcuni resti di tombe romane.
Le prime citazioni documentali specifiche riguardano l'insediamento di monaci benedettini provenienti dalla Francia  che qui hanno costruito un primo edificio di culto dedicato a San Martino, attorno all'anno 1000. 
La parte dell'edificio più antica che ci è pervenuta riguarda quella prima chiesa, ed appartiene alla sacrestia vecchia.
Verso la fine del XIV secolo gli interni vennero affrescati da artisti del veronese e circa due secoli dopo l'edificio fu ampliato mantenendo intatta tuttavia la sua parte settentrionale. In tale momento venne eretta la torre campanaria. Una visita pastorale del 1708 richiese che l'unica parete originale della chiesa primitiva venisse imbiancata perché danneggiata da macchie di umidità, cancellandone quindi gli affreschi. Nuovi lavori, compresa un'altra imbiancatura, vennero realizzati alla fine del secolo.
Dopo la metà del XIX secolo il camposanto venne spostato sul lato nord della chiesa gli ingressi vennero modificati e nel 1895 vennero riportati alla luce gli affreschi in precedenza imbiancati. Vennero prima restaurati da pittori dilettanti locali quindi, nel primo dopoguerra del secolo seguente, vennero curati dalla soprintendenza artistica trentina. Iniziarono anche lavori di ristrutturazione più importanti per rivedere le coperture e le murature sia della chiesa sia della torre campanaria.
Negli anni cinquanta si intervenne sulle coperture e sul castello campanario e, nel 1953, la chiesa venne elevata a dignità parrocchiale. Subito dopo venne rinnovata la pavimentazione della sala e negli anni settanta, oltre al necessario adeguamento liturgico, vennero risanati gli intonaci, fu restaurata la copertura del tetto, vennero sostituite le grandi vetrate e furono rinnovati gli impianti.
A partire dal 1980 altri interventi si sono interessati del movimento elettrico delle campane e di altri lavori di manutenzione.

## Descrizione

### Esterni
La chiesa sorge in un territorio particolare, isolata e su un rilievo roccioso. Mostra tradizionale orientamento verso est, e accanto si trova il cimitero della comunità. L'edificio conserva affreschi trecenteschi sulla sua parete settentrionale. La facciata a capanna ha un portale compreso in una cornice che culmina con due spioventi e che è sormontato, in asse, da un oculo. La torre campanaria si alza sulla sinistra in posizione avanzata e la sua cella sia pre con quattro finestre a monofora. La situazione che riguarda l'uliveto attorno alla chiesa e all'abitato di San Martino merita interesse poiché vige il diritto di superficie, secondo il quale il proprietario di una pianta di ulivo può rivendere la pianta stessa ma non è proprietario del terreno sulla quale cresce.

### Interni
La navata interna è unica e suddivisa in due campate. Il presbiterio è leggermente elevato. La sala è ricca di affreschi del XIV secolo come un'Ultima Cena, una Madonna in trono con Bambino e santi, di scuola veronese. La pala d'altare risale al XVI secolo.